# Григорьев, Владимир Иванович (физик)
Владимир Иванович Григорьев (15 февраля 1926, Москва — 2008, Москва) — советский и российский учёный-физик, специалист в области квантовой теории поля, геофизики, астрофизики.

## Биография
В 1948 году окончил физический факультет МГУ. В 1951 году получил ученую степень кандидата, а в 1973 доктора физико-математических наук. Работал в МГУ в должности профессора.

## Научная деятельность
Автор работ по квантовой теории поля.

## Публикации

### Статьи
- Григорьев В. И. Обобщенный метод учёта затухания в релятивистской квантовой теории // ЖЭТФ. — 1956. — Т. 30, вып. 5. — С. 873—880.
- Григорьев В. И. О миграции излучения в кристалле // Вестник МГУ, сер. 3, Физика, Астрономия. — 1981. — Т. 22, вып. 4. — С. 13—18.

### Книги
- Григорьев В. И., Мякишев Г. Я. Силы в природе. — М.: Наука, 1977. — 412 с.
- Григорьев В. И., Григорьева Е. В., Ростовский В. С. Бароэлектрический эффект и электромагнитное поле планет и звезд. — М.: Физматлит, 2003. — 190 с.
- Григорьев В. И. О физиках и физике. — М.: Физматлит, 2004. — 268 с.
- Григорьев В. И. Электромагнетизм космических тел. — М.: Физматлит, 2004. — 111 с. — ISBN 5-9221-0393-8.